# Scheibenfibel von Peigen

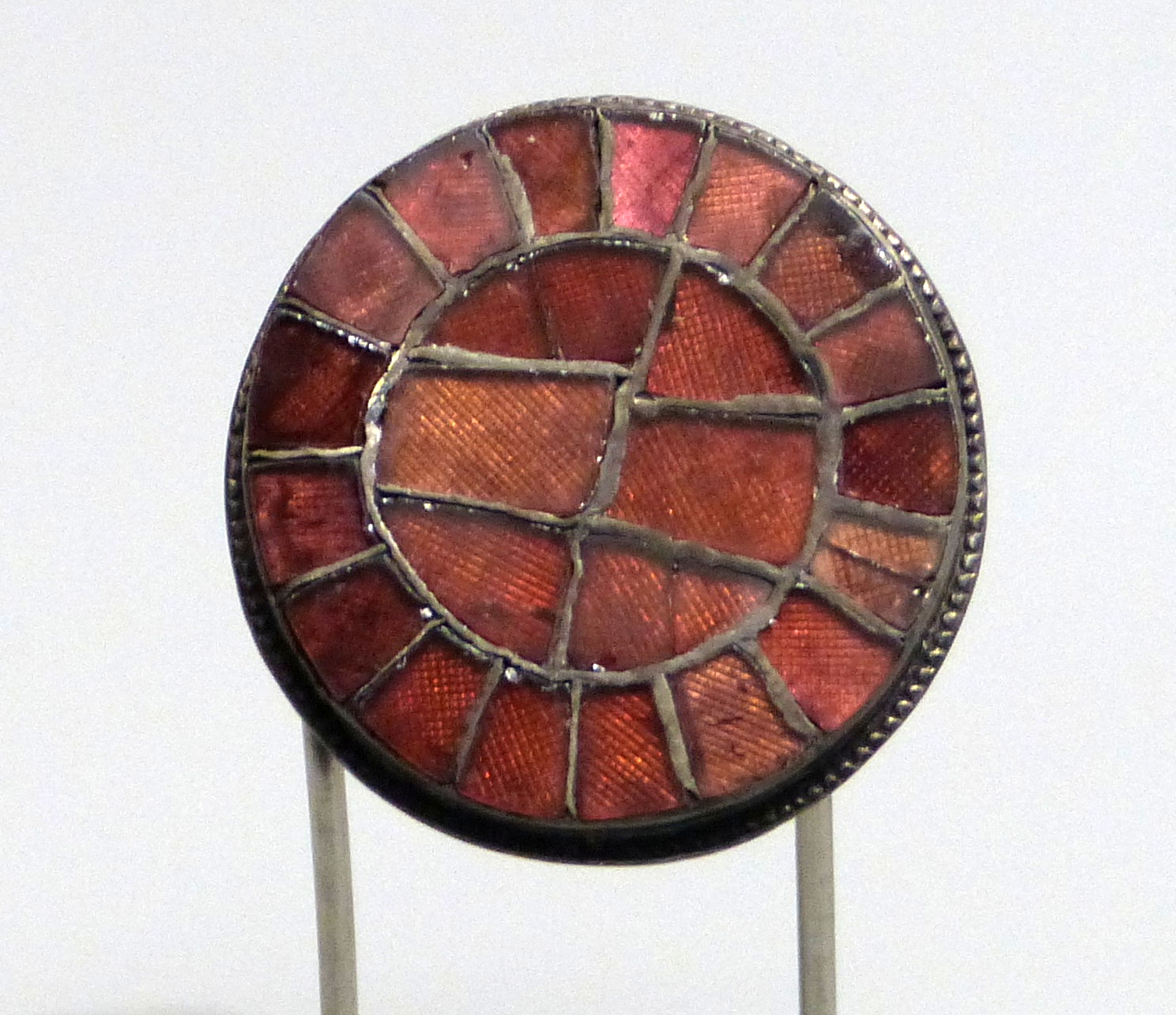
Scheibenfibel von Peigen, Vorderseite

Die Scheibenfibel von Peigen ist ein archäologischer Fund aus Pilsting-Peigen im niederbayerischen Landkreis Dingolfing-Landau. Es handelt sich um eine Scheibenfibel aus der 2. Hälfte des 6. Jahrhunderts n. Chr., in welche auf der Rückseite Runenzeichen der älteren Runenreihe, auch „älteres Futhark“ genannt, eingeritzt sind. Außer den Runen kommen auch nicht-runische Zeichen vor.

## Fundbeschreibung
Die Scheibenfibel von Peigen wurde 1986 auf einem Reihengräberfriedhof im Grab einer etwa 35-jährigen Frau gefunden. Von den ursprünglich etwa 500 Gräbern, die vom Ende des 5. bis zur Mitte des 7. Jahrhunderts n. Chr. angelegt worden waren, wurde etwa die Hälfte durch Kiesabbau, der mindestens bis etwa 1900 zurückreicht, sowie durch spätere Erdarbeiten zerstört. Die Runenfibel stammt aus Grab Nr. 44 der 262 Gräber, die erfasst und dokumentiert werden konnten. Da die Frau neben der Silberfibel auch noch zahlreiche kostbare Perlen und zwei Goldanhänger als Grabbeigaben hatte, scheint sie sehr wohlhabend gewesen zu sein und zum gehobenen Stand gehört zu haben.
Die Scheibenfibel besteht aus Silber, hat einen Durchmesser von 3 cm und wiegt 10,1 g. Die außen mit einem Perldraht umgebene Fibel ist mit rechteckigen und trapezförmigen Almandinplättchen verziert, unter denen geriffelte Blechfolie liegt.

## Beschreibung der Runeninschrift
Auf der Rückseite der Fibel sind bogenförmig am runden Rand der Fibel acht Zeichen – Runen und außerrunische Zeichen – eingeritzt. Die einzelnen Zeichen haben eine Höhe von etwa 4 mm und eine Breite von etwa 3 mm. Ein sprachlicher Sinn lässt sich aus der Inschrift nicht erschließen.

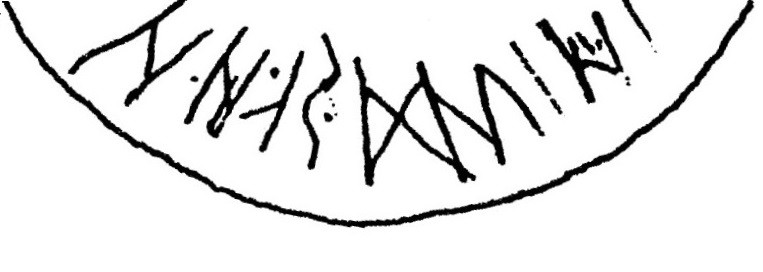
Scheibenfibel von Peigen – Nachzeichnung der Inschrift in einer Veröffentlichung von Klaus Düwel

Von links nach rechts gelesen sind acht Zeichen zu erkennen: zwei Hagalaz-Runen (h); ein kenaz-artiges Zeichen (k, Aufstrich von links unten nach rechts oben berührt Stab mittig, weitere Belegung in dieser linksläufigen Form sonst nicht bekannt); ein unbekanntes Zeichen in Form einer Sichel (sonst nicht belegt, Düwel sieht jedoch wie in obiger Nachzeichnung zusammen mit einem Kratzer am Sichelende mehrbogige s-Rune); ein Dagaz (d); eine Art großes lateinisches M, wobei sich der letzte Stab des Dagaz mit dem Aufstrich des M wie bei Binderunen überlagert; ein Isa (i) sowie ein weiteres Hagalaz (wobei neben diesem eine Kratzspur ist).
Allein Tineke Looijenga liest dagegen eh–udo fh h.

## Datierung
Annette Siegmüller vom Runenprojekt Kiel gibt die Zeitspanne von 510 bis 610 n. Chr. an.  Klaus Düwel und Tineke Looijenga datieren die Einritzung auf der Scheibenfibel in die 2. Hälfte des 6. Jahrhunderts.

## Fundverbleib
Die Scheibenfibel von Peigen wurde im Jahr 2008 noch in der Archäologischen Staatssammlung in München aufbewahrt. Zwischenzeitlich befand sich der Fund im Niederbayerischen Archäologiemuseum in Landau an der Isar. Nach dessen Umgestaltung zum Kastenhof Landau - Das Museum für Steinzeit und Gegenwart kehrte die Fibel wieder zurück nach München.